# Eburneana scharffi
Eburneana scharffi là một loài nhện trong họ Salticidae.
Loài này thuộc chi Eburneana. Eburneana scharffi được Wanda Wesołowska & Szüts miêu tả năm 2001.